# Великий Обреж
Великий Обреж (словен. Veliki Obrež) — поселення в общині Брежиці, Споднєпосавський регіон, Словенія. Висота над рівнем моря: 155,9 м.